# وندل (آیداهو)
وندل (به انگلیسی: Wendell) شهری در شهرستان گودینگ ایالت آیداهو است که جمعیت آن در سرشماری سال ۲۰۱۰ میلادی ۲٬۷۸۲ نفر بوده است.